# La Melodía de la Calle: 3rd Season
La Melodía de la Calle: 3rd Season es el tercer álbum de estudio del cantante de reguetón Tony Dize. Fue publicado el 7 de abril de 2015 bajo Pina Records y Sony Music Latin. Originalmente el álbum se titulaba La Melodía de Ustedes debido a la espera del público por nuevo material musical se cambió A La Melodía De La Calle: 3rd Season. Cuenta con las colaboraciones de los artistas Natti Natasha, Yandel, Nicky Jam, Don Omar, Arcángel, Farruko, entre otros.

## Contexto
En noviembre de 2011, el cantante tuvo un conflicto administrativo con el sello discográfico Pina Records, publicando canciones sin su consentimiento; esto con la ayuda del productor Raymond Díaz, más conocido como DJ Memo. La demanda consistió de $17 millones por incumplimiento de contrato, violación de derechos de autor, daños psicológicos, morales y a la reputación, entre otros. Entre las canciones filtradas, mencionan a «Termínalo», «Si me Safé» y «Al límite de la locura» como parte de la demanda, ya que formarían parte de La Fórmula.
En 2012 empezó a trabajar con DJ Memo para la compañía B4DN Studios, publicando el sencillo «Un Chance», mientras realizaba apariciones públicas en eventos benéficos. Durante su etapa con DJ Memo, publicó un par de canciones y colaboraciones, entre ellas se destacan «Bandida» y su posterior remezcla. En medio de presentaciones por su Street Melody Tour ocurrieron distintos incidentes y situaciones confusas, desde rumores por intoxicaciones a presentaciones finalizadas de manera abrupta.
A finales de diciembre del mismo año, Feliciano tuvo disputas con DJ Memo, quién arremetió por Twitter, mientras el cantante regresó a Pina Records, llegando a un nuevo acuerdo, además de anunciar el inicio de nuevas grabaciones, en especial de la canción y futuro sencillo «Prometo olvidarte», mientras se planeaba publicar un nuevo álbum, titulado La Melodía de Ustedes, para principios de 2014, hecho que no ocurrió.

## Producción
Mientras se anunció el primer sencillo oficial, se liberó una lista inicial de 13 canciones para el álbum planeado en 2014, entre ellas se mencionan las canciones «Sabiendo lo que quiero» con Daddy Yankee; «Hasta verla sin Ná» con Arcángel; «Entra en Acción» con Ñengo Flow; y «Flirtering» con Don Omar. De esas canciones iniciales, sólo el dueto con Arcángel retuvo el mismo nombre, y las colaboraciones iniciales con Don Omar y Ñengo Flow fueron cambiadas de nombre a «Finge que me amas» y «Suelta por Ahí», respectivamente. Esta última tuvo la participación de Eric “Lobo” Rodríguez, quién fue uno de los compositores principales de la compañía desde 2012, y del cual se conocen desde 2005 e incluso participó en la composición de su sencillo «Mi mayor atracción» en 2009.
Debido a la pausa del álbum, se trabajaron en otras canciones y colaboraciones, entre ellas una remezcla de «Prometo olvidarte» junto a Yandel y un segundo sencillo promocional («No pretendo enamorarte»). Uno de los detalles que mencionó en algunas entrevistas fue el hecho de presionar a Pina Records por lograr la participación de sus hijos en una canción («Prometo olvidarte»). Canciones como «Al límite de la locura» fueron confirmados en el álbum, aunque la versión final fue cambiada, debido a la filtración inicial. Durante la promoción del sencillo «Ruleta rusa» se cambió el nombre del álbum a 3rd Season.

## Promoción

### Sencillos
- «Prometo olvidarte» fue originalmente anunciado en marzo de 2013.[18] La canción fue compuesta por Gabriel Cruz Padilla, más conocido como Wise, y producido por Eliot “El Mago de Oz” Feliciano.[32][33]

- «No pretendo enamorarte», el segundo sencillo, fue publicado con un vídeo promocional en febrero.[34] El sencillo estuvo doce semanas en la categoría Latin Rhythm Airplay de Billboard, alcanzando la posición #12.[35]

- «Hasta verla sin Na» junto a Arcángel fue publicado primero como vídeo promocional el 12 de abril,[36] y luego como sencillo en junio. La canción fue producida y mezclada por Mambo Kingz y Víctor Martínez "El Nasi".[37] El vídeo fue grabado en Bogotá, Colombia; siendo dirigido por Gustavo Camacho.[36]

- «Ruleta Rusa» fue publicado el 25 de octubre de 2014 como el cuarto sencillo.[4] Fue compuesta por Wise,[38] y producida por el dúo Mambo Kingz. Alcanzó la primera posición en la categoría Tropical Airplay la primera semana de abril de 2015.[39]

### Sencillos promocionales
- «Duele el amor» fue una de las canciones de promoción previo a la publicación del álbum,[40] con un vídeo lyric como adelanto.[41] La canción alcanzó la quinta posición en la categoría Latin Rhythm Airplay[42] y en la decimoquinta posición en Hot Latin Songs.[43]

- «Si no te tengo» junto a Farruko fue otra canción promocionada para este álbum como el de Farruko, Los Menores.[44] Cuenta con un vídeo publicado por el canal oficial de Pina Records el 29 de junio de 2015.[45]

### Canciones destacadas
- El dueto «Te faltó el valor» junto a Natti Natasha fue promocionada previo a la publicación del álbum.[46] La canción tuvo una buena recepción, además de realizar algunas apariciones en vivo para promocionar la canción.[40][47]

## Recepción crítica y comercial
El álbum alcanzó la primera posición de las lista Billboard en la categoría Top Latin Albums, desplazando al álbum de Juan Gabriel, Los dúo. Para la vigesimotercera edición de los Billboard Latin Music Award el álbum fue nominado en la categoría Latin Rhythm Album of the Year.

## Lista de canciones
| N.º | Título                                   | Escritor(es)                                                                                        | Productor(es)                  | Duración |  |
| 1.  | «Aunque quisiera detenerlos»             | Tony Feliciano / Juan Cristóbal Lozada                                                              | Juan Cristóbal Losada          | 1:31     |  |
| 2.  | «De nada sirve»                          | Rafael Pina / Eric J. Rodríguez / Edgar W. Semper / Xavier Semper                                   | Mambo Kingz                    | 2:52     |  |
| 3.  | «Prometo olvidarte (Remix)» (con Yandel) | Gabriel Cruz / Elliot Feliciano / Rafael Pina / Edgar W. Semper / Xavier Semper / Llandel Veguilla  | Eliot · Mambo Kingz            | 3:51     |  |
| 4.  | «Deseos» (con Nicky Jam)                 | Christopher Montalvo / Rafael Pina / Nick Rivera / Víctor Viera Moore                               | Jumbo · Saga WhiteBlack        | 3:42     |  |
| 5.  | «Duele el Amor»                          | Rafael Pina / Eric J. Rodríguez / Edgar W. Semper / Xavier Semper                                   | Mambo Kingz                    | 3:34     |  |
| 6.  | «Super Héroe»                            | Gabriel Cruz / Yoel Damas / Rafael Pina / María a. De La Rosa                                       | Richard Marcell                | 3:01     |  |
| 7.  | «Finge que me amas» (con Don Omar)       | William Landron Rivera / Christopher Montalvo / Rafael Pina                                         | Gaby Music                     | 3:52     |  |
| 8.  | «Si te llego a perder»                   | Christopher Montalvo / Rafael Pina / Edgar W. Semper / Xavier Semper                                | Mambo Kingz · Gaby Music       | 3:27     |  |
| 9.  | «Ruleta rusa»                            | Gabriel Cruz / Rafael Pina / Edgar W. Semper / Xavier Semper                                        | Mambo Kingz                    | 3:53     |  |
| 10. | «Hasta verla sin Ná» (con Arcángel)      | Víctor Martínez / Rafael Pina / Eric J. Rodríguez / Austin Santos / Edgar W. Semper / Xavier Semper | Mambo Kingz · Víctor “El Nasi” | 3:33     |  |
| 11. | «Si no te tengo» (con Farruko)           | Rafael Pina / Carlos Reyes / Eric J. Rodríguez / Víctor Viera Moore                                 | DJ Luian · Jumbo               | 4:11     |  |
| 12. | «Suelta por Ahí» (con Ñengo Flow y Lobo) | Tony Feliciano / Edwin Laureano / Rafael Pina / Eric J. Rodríguez / Víctor Viera Moore              | Jumbo                          | 3:42     |  |
| 13. | «Botellas & Humo»                        | Tony Feliciano / Rafael Pina / Pedro Luis Arcay Ríos / Edgar W. Semper / Xavier Semper              | Mambo Kingz · Gaby Music       | 4:03     |  |
| 14. | «Al límite de la locura»                 | Tony Feliciano / Karl A. Palencia / Rafael Pina / Eric J. Rodríguez                                 | Myztiko                        | 4:13     |  |
| 15. | «No pretendo enamorarte»                 | Rafael Pina / Eric J. Rodríguez / Edgar W. Semper / Xavier Semper                                   | Mambo Kingz                    | 3:22     |  |
| 16. | «Te faltó el valor» (con Natti Natasha)  | Tony Feliciano / Natalia Gutiérrez / Marcos E. Masis / Rafael Pina / Eric J. Rodríguez              | Tainy                          | 3:55     |  |
| 17. | «Prometo olvidarte»                      | Gabriel Cruz / Elliot Feliciano / Rafael Pina / Edgar W. Semper / Xavier Semper                     | Eliot · Mambo Kingz            | 4:00     |  |

Remezclas

| N.º | Título                                                  | Productor(es)            | Duración |  |
| 1.  | «Prometo olvidarte (Vallenato)» (con Silvestre Dangond) | Wise, Eliot, Mambo Kingz | 4:14     |  |

## Posicionamiento en listas
| Listas (2015)                        | Mejor posición |
| ------------------------------------ | -------------- |
| Estados Unidos (Latin Rhythm Albums) | 1              |
| Estados Unidos (Top Latin Albums)    | 1              |
| Estados Unidos (Top Album Sales)     | 91             |
| Estados Unidos (Top Current Albums)  | 84             |